# Park Narodowy Ytre Hvaler
Park Narodowy Ytre Hvaler (norw. Ytre Hvaler nasjonalpark) – park narodowy znajdujący się w południowo-wschodniej Norwegii, na północno-wschodnim wybrzeżu cieśniny Skagerrak. Został utworzony 26 czerwca 2009 roku jako pierwszy morski park narodowy na terenie tego kraju. Obejmuje obszar o powierzchni ok. 354 km², z czego ok. 340 km² zajmują wody morskie.
Pod względem administracyjnym teren parku narodowego wchodzi w skład gmin Hvaler i Fredrikstad, które znajdują się w okręgu Østfold, w regionie Østlandet. Południową granicę parku tworzy granica norwesko-szwedzka, po drugiej stronie której funkcjonuje siostrzany Park Narodowy Kosterhavet (szw. Kosterhavets nationalpark).

## Charakterystyka

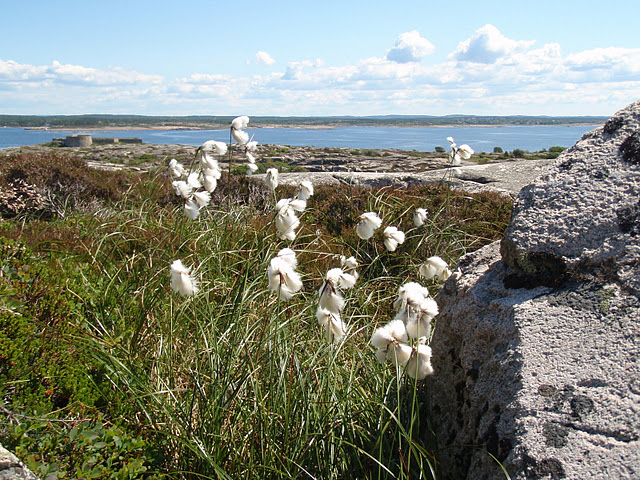
Wełnianka na brzegu wyspy Akerøya (2011)

Park Narodowy Ytre Hvaler założony został w celu ochrony zachowanego w stosunkowo niezmienionym stanie obszaru u południowo-wschodnich wybrzeży Norwegii. Obejmuje on polodowcowy krajobraz przybrzeżny na wyspach Kirkeøy, Asmaløy, Spjærøy, Herføl i Vesterøy ze spłaszczonymi klifami porośniętymi przez wrzosowiska i las sosnowy, a także z licznymi szczelinami i zagłębieniami terenu, gdzie nagromadzony materiał skalny utworzył żyzną morenę denną, na której rozwinęły się lasy liściaste z bogatym runem leśnym. Podobny krajobraz jest również na wyspach Akerøya i Tisler, które w całości znajdują się na obszarze parku. Pod względem geologicznym wyróżnia się porfir rombowy występujący głównie na wyspach Søsterøyene w północnej części parku narodowego oraz czerwonawy granit i gnejsy budujące całą środkową jego część.
96% powierzchni obszaru chronionego stanowią jednak wody morskie. Ukształtowanie dna cieśniny Skagerrak jest w tym regionie bardzo zróżnicowane i obejmuje strome skaliste zbocza oraz płaskie równiny pokryte osadami. Głębokość morza wynosi od 30 do 470 m.

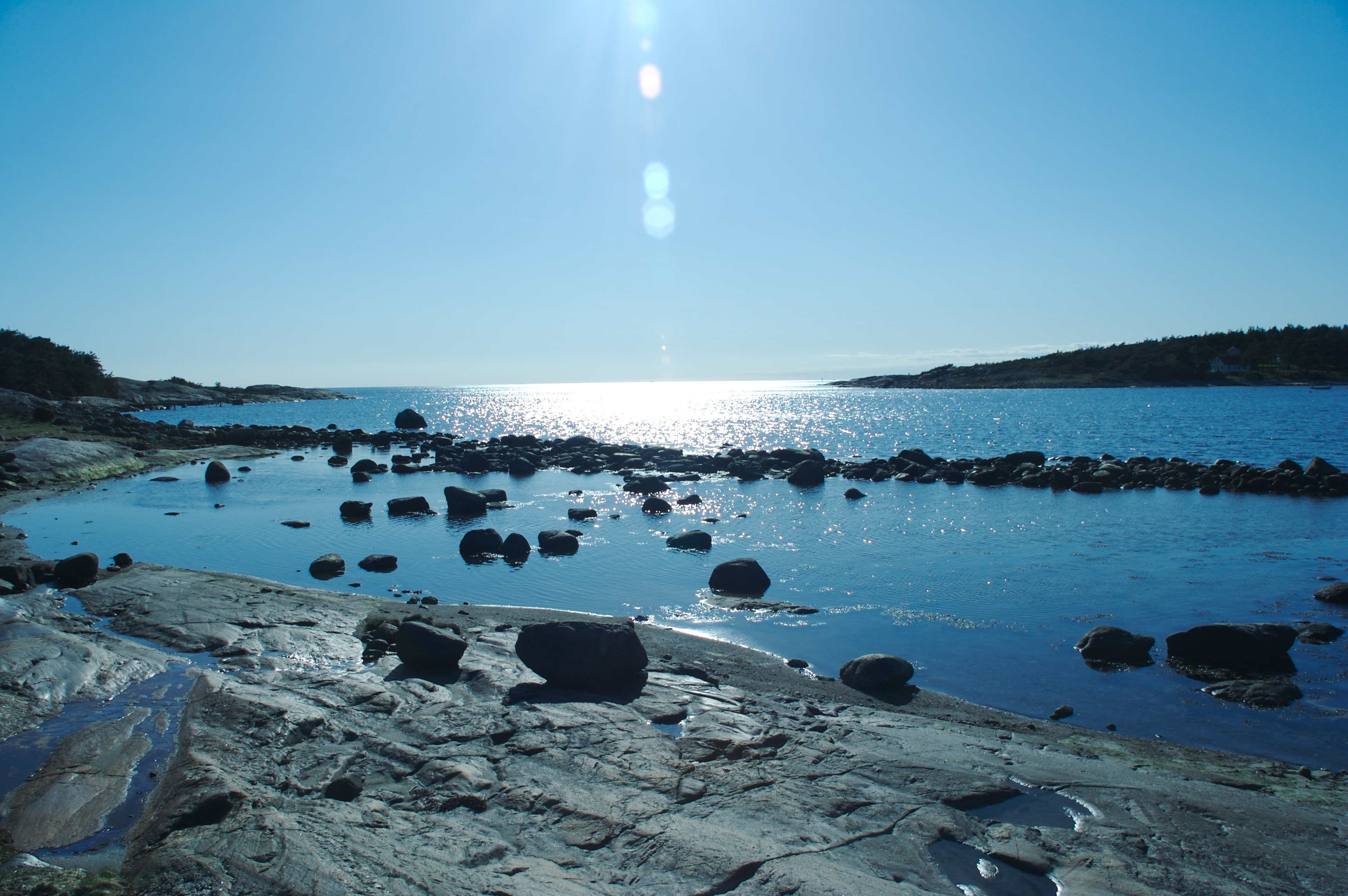
Wybrzeże cieśniny Skagerrak (2007)

Teren parku narodowego znajduje się na obszarze o wysokich temperaturach latem i łagodnych zimach, dzięki czemu cechuje się bardzo dużą bioróżnorodnością, zwłaszcza w zakresie fauny. Występują tu podwodne łąki i lasy wodorostów, a także zimnowodne rafy koralowe, tworzone głównie przez koralowce z rodzaju Alcyonium (np. Alcyonium digitatum – „dłoń topielca”) oraz gatunek Lophelia pertusa. Rafa Tisler (norw. Tisler-revet) licząca ponad 8 tys. lat i zajmująca obszar o powierzchni ok. 24 ha zaliczana jest do jednych z największych tego typu raf na świecie i stanowi siedlisko dla tysięcy gatunków gąbek, mięczaków, skorupiaków i ryb. Park znajduje się na trasie sezonowych migracji ptaków. Przelatują tędy liczne stada edredonów (Somateria mollissima) i innych gatunków kaczek. Na wyspie Akerøya funkcjonuje stacja ornitologiczna, na której przeprowadza się liczenie i znakowanie ptaków.
Informacje na temat Parku Narodowego Ytre Hvaler można uzyskać w dwóch centrach dla zwiedzających, które działają w Skjærhalden i Storesand.

## Galeria

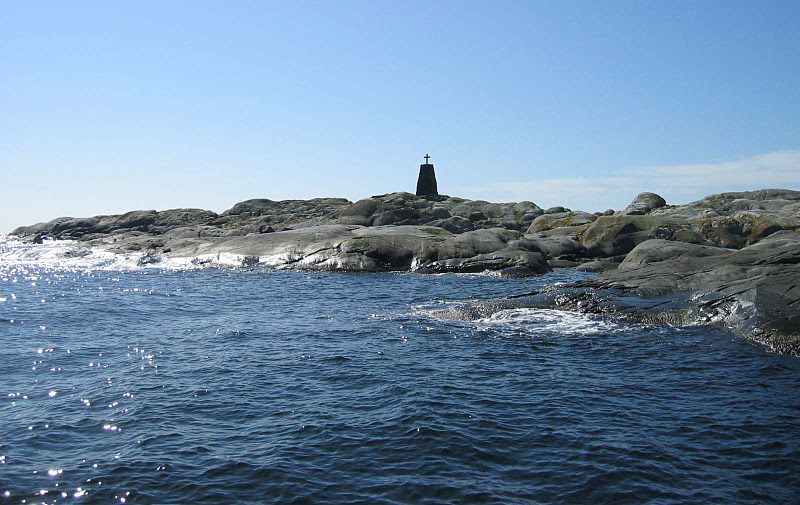
Brzegi wyspy Heia (2011)
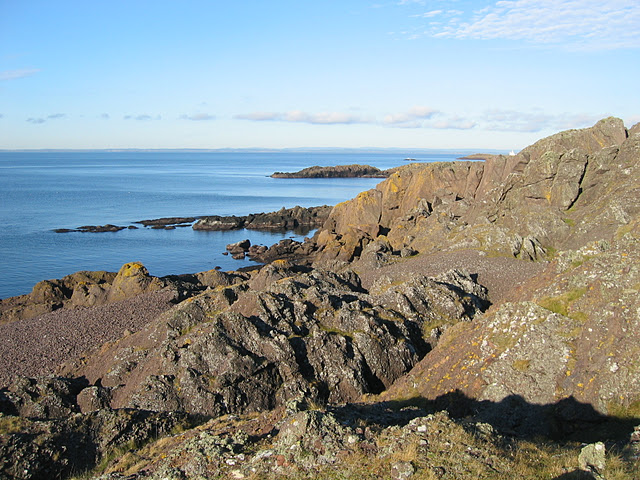
Krajobraz wysp Søsterøyene (2011)
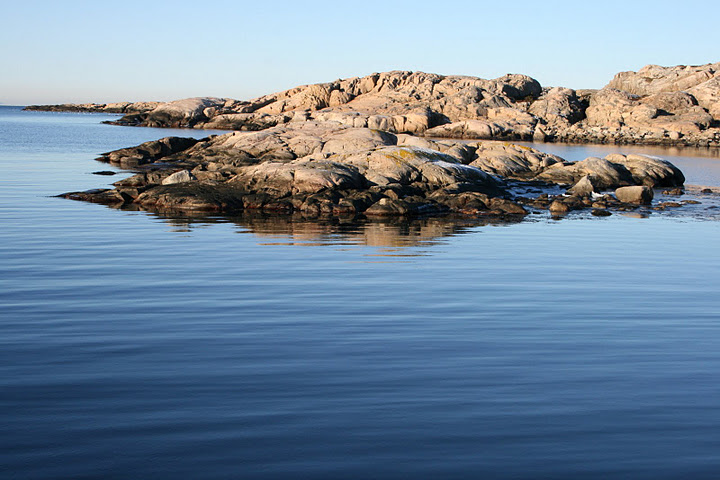
Brzegi wyspy Tisler (2011)
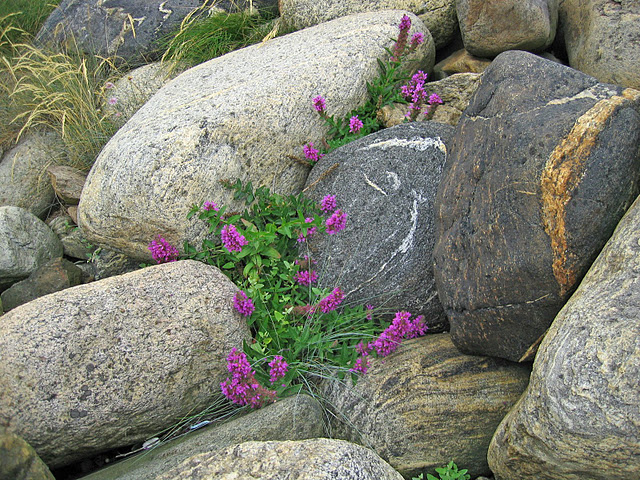
Roślinność na wyspie Herføl (2011)